# 제28회 청룡영화상
제28회 청룡영화상은 2007년 11월 23일에 열린 시상식이다.

## 수상 및 후보

### 최우수 작품상
- 우아한 세계 - 한재림 수상
- 미녀는 괴로워 - 김용화
- 그놈 목소리 - 박진표
- 화려한 휴가 - 김지훈
- 행복 - 허진호

### 감독상
- 행복 - 허진호 수상
- 미녀는 괴로워 - 김용화
- 화려한 휴가 - 김지훈
- 그놈 목소리 - 박진표
- 우아한 세계 - 한재림

### 남우주연상
- 우아한 세계 - 송강호 수상
- 화려한 휴가 - 김상경
- 그놈 목소리 - 설경구
- 행복 - 황정민
- 사랑 - 주진모

### 여우주연상
- 밀양 - 전도연 수상
- 미녀는 괴로워 - 김아중
- 화려한 휴가 - 이요원
- 행복 - 임수정
- 황진이 - 송혜교

### 남우조연상
- 즐거운 인생 - 김상호 수상
- 마이 파더 - 김영철
- 화려한 휴가 - 박철민
- 극락도 살인사건 - 성지루
- 열혈남아 - 조한선

### 여우조연상
- 열혈남아 - 나문희 수상
- 극락도 살인사건 - 박솔미
- 사랑 - 박시연
- 궁녀 - 임정은

### 신인남우상
- 마이 파더 - 다니엘 헤니 수상
- 좋지 아니한가 - 유아인
- 바람 피기 좋은 날 - 이민기
- 즐거운 인생 - 장근석
- 싸이보그지만 괜찮아 - 비

### 신인여우상
- 두 얼굴의 여친 - 정려원 수상
- 중천 - 김태희
- 어깨너머의 연인 - 이태란
- 해부학교실 - 한지민
- 좋지 아니한가 - 황보라

### 신인감독상
- 극락도 살인사건 - 김한민 수상
- 궁녀 - 김미정
- 열혈남아 - 이정범
- 기담 - 정가형제
- 마이 파더 - 황동혁

### 촬영상
- 기담 - 윤남주 수상
- 극락도 살인사건 - 김용흥
- 행복 - 김형구
- 화려한 휴가 - 이두만
- 황진이 - 최영택

### 조명상
- 황진이 - 임재영 수상
- 기담 - 김지훈
- 궁녀 - 박세문
- 검은 집 - 이성재
- 행복 - 정영민

### 음악상
- 즐거운 인생 - 이병훈 수상
- 미녀는 괴로워 - 이재학
- 행복 - 조성우
- 좋지 아니한가 - 지박
- 우아한 세계 - 칸노 요코

### 미술상
- 기담 - 이민복 외 1명 수상
- 중천 - 김기철
- 황진이 - 김진철
- 싸이보그지만 괜찮아 - 류성희
- 화려한 휴가 - 박일현

### 기술상
- 중천 - DTI 수상
- 기담 - 김상범
- 디 워 - 영구아트 (CG)
- 디 워 - 영구아트 (특수효과)
- 황진이 - 정구호

### 각본상
- 극락도 살인사건 - 김한민 수상
- 미녀는 괴로워 - 김용화
- 화려한 휴가 - 나현
- 행복 - 허진호 외 3명
- 우아한 세계 - 한재림

### 인기스타상
- 행복 - 황정민 수상
- 사랑 - 주진모 수상
- 중천 - 김태희 수상
- 미녀는 괴로워 - 김아중 수상

### 한국영화 최다관객상
- 디 워 - 심형래 수상